# L'Intrus (roman de Faulkner)
Cet article concerne le roman de William Faulkner. Pour le roman de Juliette Benzoni, voir L'Intrus.
Pour les articles homonymes, voir L'Intrus.
L'Intrus (titre original : Intruder in the Dust)  est un roman de William Faulkner paru en 1948. Pour sa révision en Pléiade (2007), il devient L'Intrus dans la poussière (son titre original).

## Résumé
L'histoire est basée sur le procès de Lucas Beauchamp, un fermier noir accusé d'avoir tué un blanc. Il est disculpé grâce aux efforts d'adolescents noirs et blancs, ainsi que par l'intervention d'un célibataire issu d'une vieille famille du Sud.

## Thème
Ce roman a été écrit comme la réponse de Faulkner en tant qu’écrivain du Sud aux problèmes raciaux du Sud. Faulkner écrit : « La prémisse est que les Blancs dans le Sud, avant même le Nord ou le gouvernement, doivent payer pour leurs responsabilités envers les nègres. »

## Personnages
- Lucas Beauchamp
- Aleck Sander
- Molly Beauchamp
- Miss Eunice Habersham
- Sheriff Hope Hampton
- Charles "Chick" Mallison
- Gavin Stevens

## Adaptation
- 1949 : L'Intrus (Intruder in the Dust), film américain réalisé par Clarence Brown, avec David Ryan[Lequel ?], Claude Jarman Jr. et Juano Hernández. Pour produire le film, la Metro-Goldwyn-Mayer a payé 50 000 dollars de droits à la ville de Faulkner, Oxford, au Mississippi.

## Éditions françaises
- L'Intrus, traduit de l'anglais par René N. Raimbault, Paris, éditions Gallimard, collection Du monde entier, 1952 ;
- L'Intrus, Paris, Le Livre de poche no 2760, 1970 ;
- L'Intrus, traduction revue par Michel Gresset, Paris, Gallimard, Folio no 420, 1973 ;
- L'Intrus, illustrations de Nathalie Chabrier, éditions Rombaldi, 1973.
- L'Intrus dans la poussière, traduction de l'anglais par René-Noël Raimbault, revue par Michel Gresset puis par Jacques Pothier, dans Œuvres Romanesques IV, collection Bibliothèque de la Pléiade, Paris, Gallimard, 2007.